# Kvelertak
Kvelertak es una banda noruega de heavy metal creada en 2007 en la ciudad de Stavanger. Está formada por el vocalista Ivar Nikolaisen, el bajista Marvin Nygaard, el batería Håvard Takle Ohr y tres guitarristas: Vidar Landa, Bjarte Lund Rolland y Maciek Ofstad. Hasta la fecha han publicado cuatro discos de estudio, su debut homónimo, Meir, Nattesferd y Splid con un estilo que oscila entre el black metal, el rock and roll más tradicional y el punk. Sus letras hablan sobre la mitología nórdica y vikinga. Su álbum debut les permitió conseguir dos premios Spellemann en la categoría de mejor álbum rock y artista revelación. Su segundo trabajo de estudio, Meir, llegó a la primera posición de la lista noruega y consiguió un premio Spellemann en la categoría de mejor álbum de metal.

## Discografía

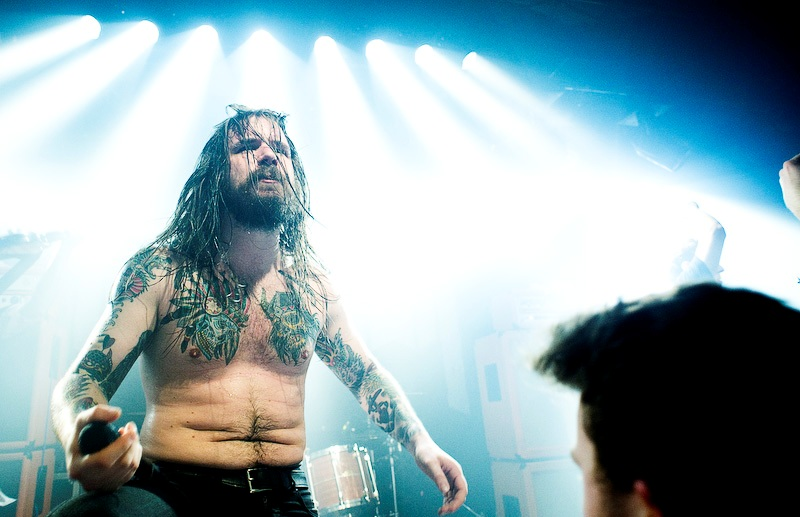
Erlend Hjelvik en un concierto en Ancienne Bélgica, Bruselas.

- Kvelertak (2010)
- Meir (2013)
- Nattesferd (2016)
- Splid (2020)
- Endling (2023)

## Miembros
- Ivar Nikolaisen - vocalista
- Vidar Landa - guitarrista
- Bjarte Lund Rolland - guitarrista
- Maciek Ofstad - guitarrista/vocalista
- Marvin Nygaard - bajista
- Håvard Takle Ohr - batería

## Antiguos miembros
- Erlend Hjelvik - vocalista
- Anders Mosness - guitarrista
- Kjetil Gjermundrød - batería

## Premios y nominaciones
Premio Spellemann
| Año  | Trabajo nominado | Categoría                   | Resultado |
| ---- | ---------------- | --------------------------- | --------- |
| 2010 | —                | Mejor nuevo artista         | Ganador   |
| 2010 | Kvelertak        | Mejor álbum rock            | Ganador   |
| 2013 | Meir             | Mejor álbum de metal        | Ganador   |
| 2016 | Nattesferd       | Mejor álbum rock            | Ganador   |
| 2017 | —                | Éxito internacional del año | Nominado  |
| 2023 | Endling          | Álbum del año               | Pendiente |